# اف‌تی‌دی‌آی
اف‌تی‌دی‌آی (انگلیسی: FTDI) شرکت الکترونیک اسکاتلندی است، که در سال ۱۹۹۲ تأسیس شد.